# فيوتشر وورد ميوزيك
فيوتشر وورد ميوزك (بالإنجليزية: Future World Music)‏؛ أسسها أرمن هامبر سنة 2004 في مدينة غلينديل بولاية كاليفورنيا الأمريكية.

## نوع الموسيقى
تستخدم فرقة فيوتشر وورلد ميوزك نوع موسيقي خاص وملهم للغاية، تصنف هذه الموسيقى كموسيقى أوركسترالية ملحمية، ذلك النوع الذي يستخدم في صناعة السينما كخلفية موسيقية للأعمال السينمائية الملحمية والدرامية.

## عملاء الفرقة
تتعامل فرقة فيوتشر وورلد ميوزك مع شركات الإنتاج السينمائية الكبرى في سوق صناعة السينما الأمريكية، وهذه الشركات كانت قد استعملت واشترت حقوق عرض بعض أعمال الفرقة في أفلامها وإنتاجاتها. أمثلة على بعض الشركات عملاء الفرقة:
```
دريم ووركس
، 
باراماونت بيكتشرز
، 
نيو لاين سينما
، 
وارنر برذرز
، 
أفلام والت ديزني
، 
Buena Vista Home Entertainment
، 
MGM
، 
Columbia TriStar
، 
يونيفرسال بيكشرز
، 
تونتيث سينتشوري فوكس
، 
شركة وينشتاين
، 
أفلام ليونزغيت
 et l'
بطولة القتال النهائي
.
[
2
]
```

## الألبومات
بعض الألبومات التي تم نشرها
- Reign of Vengeance (2011)
- A Hero Will Rise (2012)
- Behold (2013)

## روابط خارجية
- فيوتشر وورد ميوزيك على موقع ميوزك برينز (الإنجليزية)
- فيوتشر وورد ميوزيك على موقع أول ميوزيك (الإنجليزية)
- فيوتشر وورد ميوزيك على موقع ديسكوغز (الإنجليزية)